# Carlos Mancuso

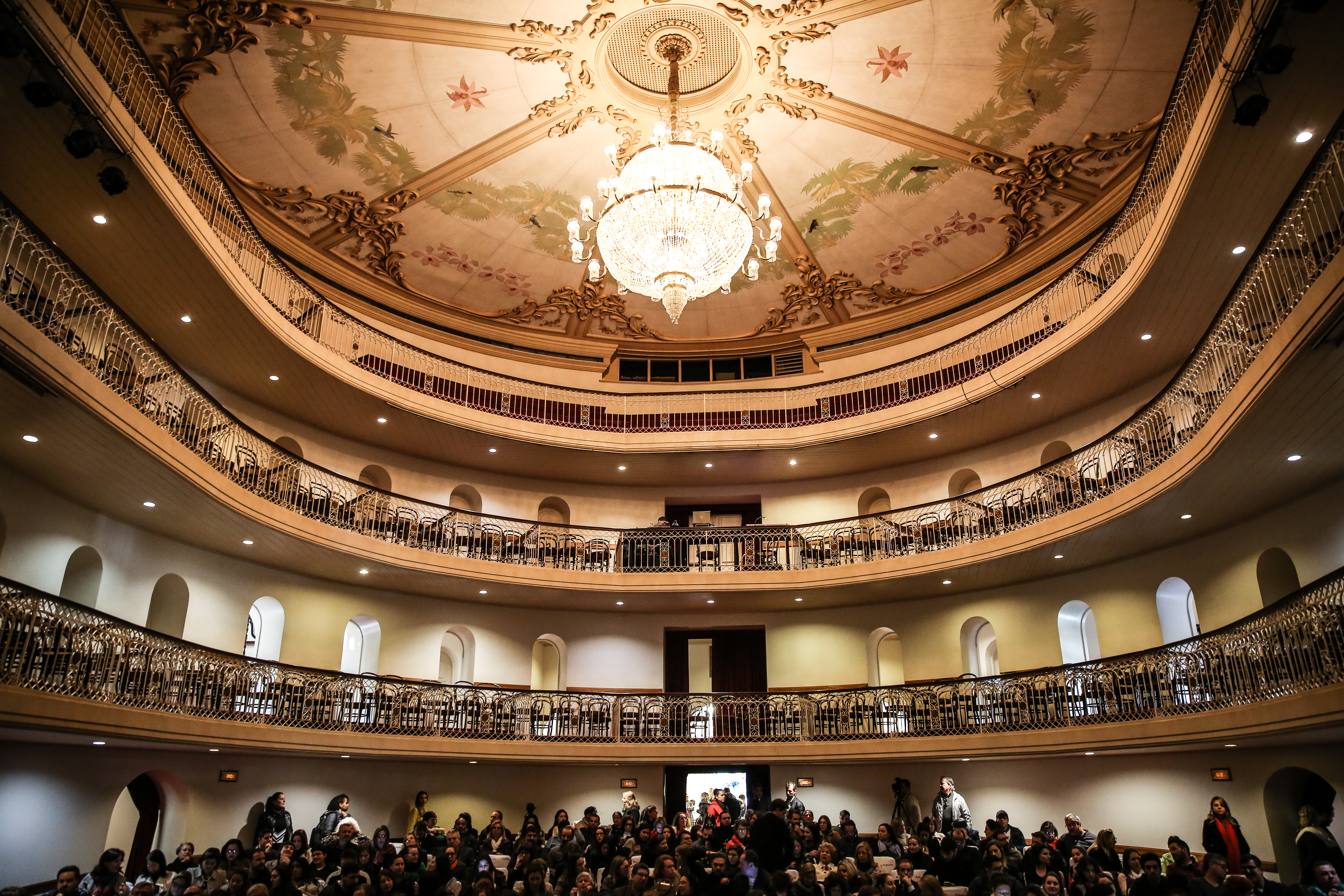
Interior do Theatro São Pedro, um dos seus principais projetos de restauro

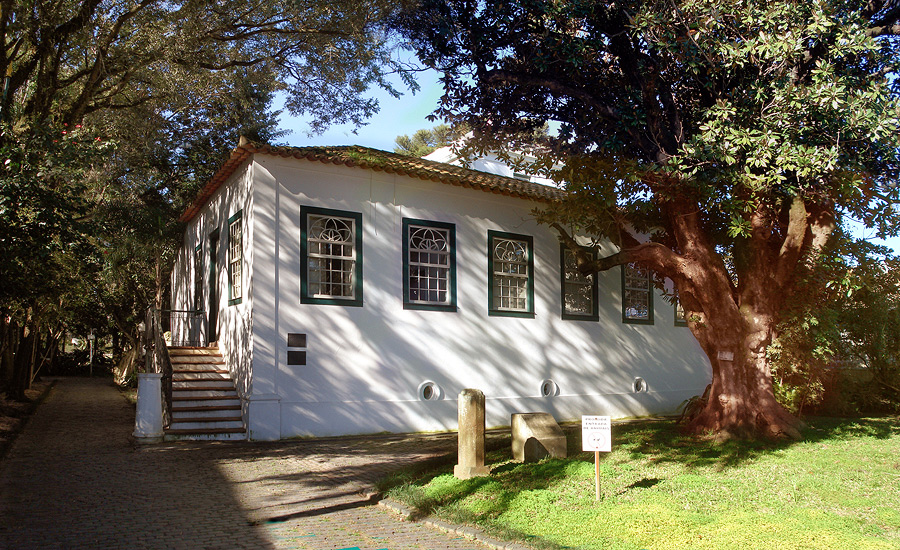
O Solar Lopo Gonçalves, restaurado por Mancuso, hoje sede do Museu de Porto Alegre

Carlos Antônio Mancuso (Porto Alegre, 1930 - 2010) foi um artista plástico, professor, arquiteto e restaurador brasileiro.

## Biografia
Interessado pelas artes desde jovem, teve aulas com José de Francesco e João Faria Viana, e ganhou uma bolsa de estudos para ingressar no Instituto de Belas Artes. Como artista plástico trabalhou em várias técnicas e deu preferência para temas como retratos, cenas urbanas, paisagens, marinhas e naturezas-mortas. Na década de 1950 obteve diversos prêmios: 1º Prêmio em Gravura e 2º Prêmio em Desenho no Salão da Câmara de Porto Alegre, Medalha de Prata em Gravura no Salão do Instituto de Belas Artes, e Medalha de Bronze em Desenho no V Salão da Associação Francisco Lisboa. Participou do Clube de Gravura de Porto Alegre, influente centro de renovação das artes gráficas do estado, e uma de suas gravuras foi incluída no primeiro álbum publicado, que recebeu o Prêmio Picasso da Paz na Conferência Internacional pela Paz de 1952. Com colegas do Clube expôs em Berlim em 1958 com favorável recepção crítica. Foi membro do júri do I Salão de Arte Universitária em 1966.
Paralelamente desenvolvia outras atividades. Graduou-se arquiteto em 1956, e no ano seguinte seu professor Angelo Guido o convidou para ser seu assistente. Mais tarde herdou a posição do mestre, lecionando Estética e História da Arte no Belas Artes e na Faculdade de Arquitetura da UFRGS até se aposentar. Foi membro das bancas examinadoras para os vestibulares da Arquitetura. Também lecionou Cultura Artística na Faculdade de Jornalismo da PUCRS, e dirigiu o Departamento de Cultura do Centro de Estudos Cinematográficos da mesma universidade.
Como profissional da arquitetura projetou residências e foi um dos responsáveis pela popularização no sul da estética modernista nos projetos de interiores. Com Luiz Araújo fez o projeto da Usina Elétrica e da Hidráulica de Pinhal. Foi o primeiro arquiteto a ser convidado pelo governo do estado a dirigir um projeto de restauro, no caso, do Forte de Santa Tecla em Bagé. Também reconstruiu a casa de Bento Gonçalves em Camaquã. Dirigiu os projetos de recuperação de três importantes edificações de Porto Alegre: o Theatro São Pedro, o Solar dos Câmara e o Solar Lopo Gonçalves, todas tombadas. O prédio do teatro estava muito degradado e seu projeto de restauro, com a assessoria de Antônio Carlos Castro, incluiu a reconstrução de elementos originais perdidos, como o grande lustre de cristal, os veludos estampados das poltronas e a pintura do forro, da qual se encarregou pessoalmente com a colaboração de Danúbio Gonçalves, Léo Dexheimer e Plínio Bernhardt. Foi aproveitada a oportunidade para dotar o teatro com equipamentos modernos. O historiador e professor da UFRGS Círio Simon o chamou de mestre, elogiou os resultados positivos que obteve no teatro, que o recolocaram na categoria dos melhores do Brasil, acrescentando louvores à sua integridade intelectual e pessoal, sua sensibilidade e seu profundo envolvimento com o sistema de arte do Rio Grande do Sul.
Fez várias viagens de estudo à Europa e fez pesquisas sobre a pintura brasileira, o Barroco brasileiro e a história da arquitetura e urbanismo no Rio Grande do Sul e sua capital Porto Alegre. Em 1969 recebeu uma bolsa da Fundação Calouste Gulbenkian em Portugal, onde se aprofundou nos estudos sobre o Barroco, publicando seus resultados em 1972 na antologia Aspectos do Barroco em Portugal, Espanha e Brasil, junto com outros três autores, entre eles Angelo Guido. Deu muitos cursos e palestras e foi colaborador dos jornais Correio do Povo, Folha da Tarde e Zero Hora, escrevendo sobre temas da cultura e da arte.
Em 2016 a Secretaria Municipal de Cultura realizou uma retrospectiva de suas aquarelas na Pinacoteca Aldo Locatelli.